# Station Tomaszów Mazowiecki
Station Tomaszów Mazowiecki is een spoorwegstation in de Poolse plaats Tomaszów Mazowiecki.